# 금강선법
"금강선법"(Keum-Kang Martial Arts)은 한국에서 제작된 남기남 감독의 1981년 액션, 드라마 영화이다. 임자호 등이 주연으로 출연하였고 김화식 등이 제작에 참여하였다.

## 출연

### 주연
- 임자호
- 민복기
- 김국현
- 최종숙

## 기타
- 조명: 김윤덕